# Mario Rechtern
Mario Rechtern (* 28. Dezember 1942 in Berlin) ist ein österreichischer Musiker (Saxophone, Klarinette, Electronics) im Bereich des Free Jazz, No Wave und der Neuen Improvisationsmusik.

## Leben und Wirken
Rechtern lernte zunächst Violine und Klarinette, studierte dann in Salzburg am Mozarteum um seine Studien nach Erwerb des Diploms 1967 in Prag und der University of Wisconsin fortzusetzen, wo er sich mit afroamerikanischer Musik beschäftigte und Anfang der 70er Jahre im Open Rehearsal Black Music Orchestra spielte. Er kam in den 1970er Jahren nach Wien, wo er als Musiker in der Free-Jazz-Szene tätig war, arbeitete im Hauptberuf als Bühnengestalter für Theater- und Oper-Aufführungen in Österreich, Tschechien und Frankreich. 1981 gründete er in Wien die Formation Laboratory for (H)armonical Basics and Open Products / Open Rehearsals (L.ABOP bzw. L.ABOR), 1998 das dazugehörige Label L.ABOP - LSG als Forum für Improvisationsmusik. Seit 1996 spielte er im directcomposing orcestra mit Reinhard Ziegerhofer und Bill Elgart zusammen. Er arbeitete u. a. mit dem Wiener Avantgardemusiker Fritz Novotny in der Formation Reform Art Unit, in der er mit Musikern wie Sunny Murray, Paul Fields, Sepp Mitterbauer, Leena Conquest und Linda Sharrock spielte. In der Trio-Formation Shineform mit Georg Edlinger und Volker Kagerer verwendete er „immer wiederkehrende Rhythmik, weiterführend verwoben und unterbrochen, minimalistische Melodien, erweiternd mit Klängen elektronisch verfremdet, Improvisationen, Loops und durchstrukturierte Formen, die von Soundcollagen und dadurch entstehenden Musikbildern aufgelöst werden.“ Ebenfalls arbeitete er im Bereich der Filmmusik, wie in den Projekten und Filmen Missing Links und Engerling. In New York City arbeitete er mit Blaise Siwula und dem Schlagzeuger Weasel Walter, in Boston mit der New Language Collaborative um Eric Zinman.

## Diskographische Hinweise
- Earth Dances Rain Dances Mario Rechtern, Georg Edlinger (Labop, 2002)
- shineform - Panorama 365° (cwm-music - no edition, 2003)
- shineform - Machines - Mario Rechtern, Georg Edlinger, Volker Kagerer (labop - cwmmusic 2005)
- Live at Fluc (Rock is Hell, 2008)
- Mario Rechtern / Eric Zinman / Jane Wang / Laurence Cook: Wakte Oglaka (Ayler, 2009)
- Weasel Walter, Sheik Anorak, Mario Rechtern: The Forbidden Beat (Diogenes Music)
- Mario Rechtern / Eric Zinman: Zorn (Dedicated to Linda Sharrock) (Improvising Beings, 2011)
- Mario Rechtern / Eric Zinman / Benjamin Duboc / Didier Lasserre: Rocks in the Sea (Cadence Jazz Records, 2012)
- Mario Rechtern / Eric Zinman / Kilian Schrader / Johannes Krebs: Devotionalien (Nottwo, 2013)
- Linda Sharrock / Mario Rechtern / Itaru Oki / Eric Zinman / Makoto Sato / Yoram Rosilio: No Is No (Improvising Beings, 2014)